# Stærkær
Stærkær (Gammeldags: Stærkjær) er en lille bebyggelse med eget ejerlav på sydsiden af Gudenåen, 2 km øst for Bjerringbro. Den hører under Gerning Sogn i Favrskov Kommune. Stærkær ligger mellem Gerning.
|  | Denne artikel om lokaliteten Stærkær kan blive bedre, hvis der indsættes et (bedre) billede. Du kan hjælpe ved at afsøge Wikimedia Commons for et passende billede eller lægge et op på Wikimedia Commons med en af de tilladte licenser og indsætte det i artiklen. |

56°22′28.3″N 9°42′19.1″Ø / 56.374528°N 9.705306°Ø